# Dar Khedaoudj el Amia
Palais Khedaoudj el Amia, est un palais algérien situé rue Mohamed Akli Malek dans la Casbah d'Alger. Construit en 1570, il est classé aux monuments historiques depuis 1887.
Le palais Khedaoudj el Amia, abrite le Musée national des Arts et Traditions populaires.

## Histoire

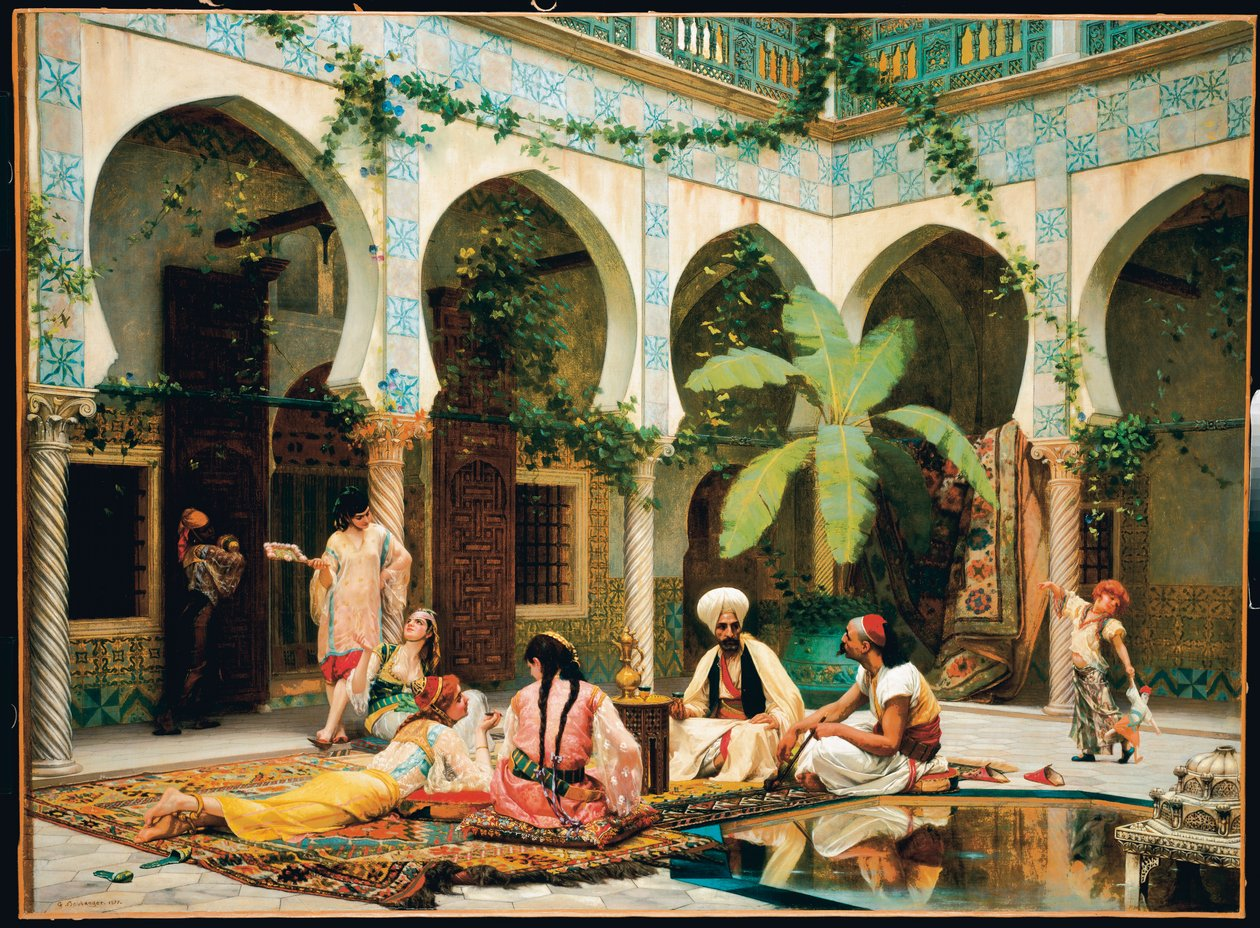
Tableau orientaliste répresetant le palais.

Le palais est construit en 1570 par Yahia Rais, officier de la marine algérienne, cette riche demeure est construite dans la Basse Casbah, sur un site appelé Souk-el-Djemaâ (« Marché du vendredi »).